# La Faute à Fidel !
Pour plus de détails, voir Fiche technique et Distribution.
La Faute à Fidel ! est un film franco-italien réalisé par Julie Gavras d'après le roman éponyme de Domitilla Calamai (it), sorti en 2006.

## Synopsis
Paris, 1970. Anna, 10 ans, et son petit frère François, 6 ans, vivent une vie aisée et équilibrée dans une maison bourgeoise avec leurs parents, Marie, une journaliste sensible à la cause féminine et Fernando, un avocat espagnol ayant fui l'Espagne franquiste. Pourtant un jour, la tante et la cousine d'Anna, Marga et Pilar, viennent se réfugier en France à la suite de la disparition de Quino, le mari de Marga et militant communiste. Cette arrivée va bouleverser le petit quotidien de la famille. Fernando se sentant désormais impliqué, décide de s’engager dans la politique militante et de changer ses habitudes « bourgeoises ». En effet, ils quitteront leur grande maison pour un petit appartement, Anna sera dispensée des cours de catéchisme de son école catholique et d'étranges individus barbus vont investir leur appartement pour se lancer dans de long débats politiques sur le partage et le soutien au régime de Salvador Allende au Chili.

## Fiche technique
- Titre : La Faute à Fidel !
- Réalisation : Julie Gavras
- Scénario : Arnaud Cathrine et Julie Gavras d'après Domitilla Calamai
- Production : Mathieu Bompoint et Sylvie Danton
- Musique : Armand Amar
- Photographie : Nathalie Durand
- Montage : Pauline Dairou
- Décors : Laurent Deroo
- Costumes : Annie Thiellement
- Pays d'origine :  France -  Italie
- Format : couleur
- Durée : 99 minutes
- Date de sortie :
  - France 29 novembre 2006

## Distribution
- Nina Kervel-Bey : Anna de la Mesa
- Julie Depardieu : Marie de la Mesa, la mère d'Anna
- Stefano Accorsi : Fernando de la Mesa, le père d'Anna
- Benjamin Feuillet : François de la Mesa
- Martine Chevallier : « Bonne Maman »
- Olivier Perrier : « Bon Papa »
- Marie Kremer : Isabelle
- Raphaël Personnaz : Mathieu, le marié
- Mar Sodupe : Marga
- Gabrielle Vallières : Cécile
- Raphaëlle Molinier : Pilar
- Carole Franck : Sœur Geneviève
- Marie Llano : Mère Anne-Marie
- Marie Payen : la mère « poule »
- Marie-Noëlle Bordeaux : Filomena, « chassée de Cuba par la faute à Fidel »

## Autour du film
- Le Fidel du titre fait bien référence à Fidel Castro.
- Lorsque Fernando présente Anna à ses amis, il la surnomme la « momia » . Les « momios » étaient, au Chili, les opposants de droite au gouvernement Allende.
- La soirée électorale mise en scène dans le film, où Fernando annonce avec enthousiasme le score « 51 % », est la victoire du parti Unidad Popular d'Allende aux élections municipales chiliennes d'avril 1971.

## Distinctions
- Prix du meilleur film au Festival du film de la Réunion en 2006
- Prix Michel-d'Ornano au 32e Festival du film américain de Deauville en 2006
- Prix fiction Festival international du film d'histoire de Pessac en 2006
- Sélection Festival de Sundance en 2007